# Kasteel van Fontaine (Lexhy)
Het Kasteel van Fontaine (Château de Fontaine) is een kasteel, gelegen aan de Rue de la Barrière 30, in Fontaine ten zuidoosten van Lexhy, een gehucht van de Belgische gemeente Grâce-Hollogne.

## Geschiedenis
Volgens schriftelijke bronnen zou hier wellicht al in 991 een kasteel hebben gestaan. Het goed behoorde oorspronkelijk tot de familie De Hozémont, maar in de 16e eeuw kwam het aan de familie D'Ans. Hierna kwam het aan de familie De Surlet.

## Gebouw
Omstreeks 1750 werd het beschreven als een groot kasteel, doch hiervan is slechts de kasteelboerderij overgebleven, en de ruïne van de donjon, die in sterk vervallen toestand verkeert. De donjon dateert van het begin der 13e eeuw en is gebouwd in zandsteenblokken. De kelder van deze donjon is gewelfd. Het dak van de donjon is verdwenen.
Ten zuiden van de donjon bevindt zich een, deels door grachten omgeven, boerderij die bestaat uit drie vleugels. In het oosten vindt men een poortgebouw dat vroeger via een ophaalbrug bereikbaar was. De huidige stallen in de oostelijke vleugel zijn voorzien van schietgaten. Aan de noordoostelijke hoek is nog een ronde toren zichtbaar. Het dak ervan is echter verdwenen.
Tegenover de poort en de binnenplaats is, in de westvleugel, het woongedeelte, in de huidige vorm 18e-eeuws. Ten zuiden daarvan zijn stallen.
De zuidvleugel is de schuur, welke na een brand in 1845 werd herbouwd.